# ارين لين
ارين لين (10 سبتمبر 1954 في نيوزيلندا - ) (بالإنجليزية: Warren Linn)‏ هو لاعب كريكت نيوزلندي.

## وصلات خارجية
- ارين لين على موقع إي آس بي آن كريك إنفو (الإنجليزية)